# Чо Юн Джон (стрелок из лука)
Чо Юн Джон (кор. 조윤정; 29 сентября 1969) — южнокорейская спортсменка, стрелок из лука, олимпийский чемпион и чемпион мира.

## Биография
Родилась в 1969 году. В 1991 году стала чемпионкой мира в составе команды. В 1992 году завоевала две золотых медали Олимпийских игр в Барселоне. На чемпионате мира 1993 года вновь завоевала золотую медаль в составе команды, а в личном первенстве стала серебряной призёркой.